# Neptis ludmilla
Neptis ludmilla är en fjärilsart som beskrevs av Alexander von Nordmann 1851. Neptis ludmilla ingår i släktet Neptis och familjen praktfjärilar. Inga underarter finns listade i Catalogue of Life.